# ويليام توماس أنتوني
ويليام توماس أنتوني (بالإنجليزية: William Thomas Cash)‏ هو أمين مكتبة وسياسي أمريكي، ولد في 21 يوليو 1878، وتوفي في 1951. انتخب عضو مجلس ولاية فلوريدا.